# NTT東日本-群馬

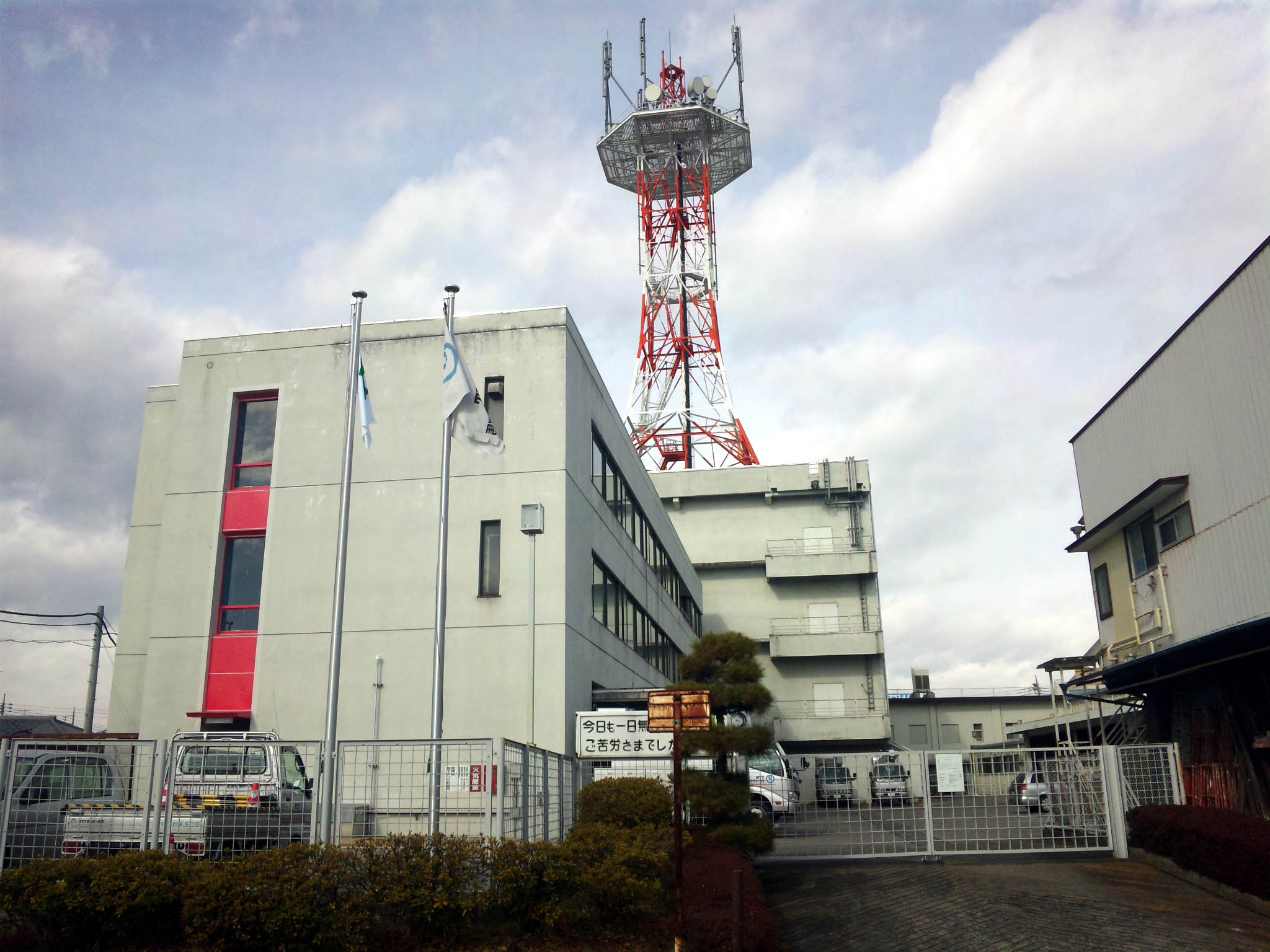
沼田事業所

株式会社NTT東日本-群馬（エヌティティひがしにほん-ぐんま）は、かつて存在したNTT東日本株式会社（NTT東日本）の支店が担当していた業務をアウトソーシングした都道県域会社のうちの1社である。
2014年7月1日に、株式会社NTT東日本-栃木、株式会社NTT東日本-長野、株式会社NTT東日本-新潟とともに、株式会社NTT東日本-埼玉に吸収合併され、株式会社NTT東日本-関信越となった。

## 概要
NTT東日本100%の子会社で、主な業務としては、一般向けにはフレッツ光やフレッツADSL、光電話といった回線の販売や保守、工事を、企業向けとしてはそれらの回線の販売や保守とあわせ企業ネットワークの構築やPBXの販売設置等の法人向けソリューションなどが中心としていた。また電報の委託や116等のコールセンター、更にNTTドコモのドコモ スマートフォンやタブレット端末をはじめとした携帯電話の代理店販売を中心とした業務も行っていた。また自主事業としてはノベルティーの作成、造園、岩塩の販売、リユース商品の販売、リサイクル業、PPC用紙やプリンター、パソコンの販売など通信業を超えた業務を行っていた。

## 沿革
- 2002年5月1日 日本電信電話株式会社（NTT）、NTT東日本およびNTT西日本株式会社（NTT西日本）が公表した「NTT東西の構造改革について」（2001年11月22日公表）に基づき、NTT東日本群馬支店管内に、株式会社エヌ・ティ・ティ サービス群馬（営業系）、株式会社エヌ・ティ・ティ エムイー群馬（設備系）及び株式会社エヌ・ティ・ティ・ビジネスアソシエ群馬（共通系）のアウトソーシング会社3社が設立[1][2]。
- 2005年7月1日 株式会社NTTサービス群馬、株式会社NTTエムイー群馬及び株式会社NTTビジネスアソシエ群馬が統合して、株式会社NTT東日本-群馬となる[3]。
- 2014年7月1日 株式会社NTT東日本-栃木、株式会社NTT東日本-長野、株式会社NTT東日本-新潟とともに、株式会社NTT東日本-埼玉に吸収合併され、株式会社NTT東日本-関信越に商号変更[4][5]。

## 事業所
- 高崎本社
- 前橋事業所 - 群馬県前橋市
- 太田事業所 - 群馬県太田市
- 館林事業所 - 群馬県館林市
- 桐生事業所 - 群馬県桐生市
- 渋川事業所 - 群馬県渋川市
- 沼田事業所 - 群馬県沼田市
- 長野原事業所 - 群馬県長野原町　他